# Verbesina capituliparva
Verbesina capituliparva là một loài thực vật có hoa trong họ Cúc. Loài này được Sagást. miêu tả khoa học đầu tiên năm 1996.